# Saint-Denis-du-Pin
Saint-Denis-du-Pin is een plaats en voormalige gemeente in het Franse departement Charente-Maritime in de regio Nouvelle-Aquitaine en telt 723 inwoners (2005). De plaats maakt deel uit van het arrondissement Saint-Jean-d'Angély.

## Geschiedenis
Op 1 januari 2016 fuseerde de gemeente met La Benâte tot de commune nouvelle Essouvert.

## Geografie
De oppervlakte van Saint-Denis-du-Pin bedraagt 19,4 km², de bevolkingsdichtheid is 37,3 inwoners per km².
De onderstaande kaart toont de ligging van Saint-Denis-du-Pin met de belangrijkste infrastructuur en aangrenzende gemeenten.

## Demografie
Onderstaande figuur toont het verloop van het inwonertal.